# 施韦斯韦勒
施韦斯韦勒是德国莱茵兰-普法尔茨州的一个市镇。总面积4.85平方公里，总人口347人，其中男性169人，女性178人（2011年12月31日），人口密度72人/平方公里。